# Wereldkampioenschap voetbal 2010 (Groep D) Servië - Ghana
In dit artikel wordt de wedstrijd tussen Servië en Ghana in Groep D tijdens het wereldkampioenschap voetbal van 2010, die werd gespeeld op 13 juni 2010, nader uitgelicht.

## Wedstrijdgegevens
| Datum                       | 13 juni 2010                                  | 13 juni 2010                                  |
| Stadion                     | Loftus Versfeld Stadion, Pretoria             | Loftus Versfeld Stadion, Pretoria             |
| Toeschouwers                | 38.833                                        | 38.833                                        |
| Scheidsrechter              | Héctor Baldassi                               | Héctor Baldassi                               |
| Assistenten                 | Ricardo Casas Hernan Maidana                  | Ricardo Casas Hernan Maidana                  |
| Vierde official             | Subkhiddin Mohd Salleh                        | Subkhiddin Mohd Salleh                        |
| Man van de wedstrijd        | Asamoah Gyan                                  | Asamoah Gyan                                  |
| Looptijd                    | 1e helft: 45+1 minuten 2e helft: 45+3 minuten | 1e helft: 45+1 minuten 2e helft: 45+3 minuten |
|                             | Servië                                        | Ghana                                         |
| Doelpunten                  | 0                                             | 1                                             |
| Gele kaarten                | 4                                             | 2                                             |
| Rode kaarten                | 1                                             | 0                                             |
| Wissels                     | 3                                             | 3                                             |
| Schoten op doel             | 10                                            | 13                                            |
| Schoten naast doel          | 8                                             | 10                                            |
| Overtredingen               | 10                                            | 15                                            |
| Hoekschoppen                | 4                                             | 4                                             |
| Buitenspel                  | 2                                             | 0                                             |
| Strafschoppen               | 0                                             | 1                                             |
| Balbezit (%)                | 52                                            | 48                                            |
| Totale afstand afgelegd (m) | 94.150                                        | 97.692                                        |

| Servië | 0 – 1        | Ghana |
| | goals        | 85' Asamoah Gyan (strafschop) |
| Radomir Antić | bondscoach   | Milovan Rajevac |
| Vladimir Stojković Aleksandar Kolarov Nemanja Vidić Branislav Ivanović Marko Pantelić Dejan Stanković Nenad Milijaš 62' Aleksandar Luković Milan Jovanović 76' Nikola Žigić 69' Miloš Krasić | opstellingen | Richard Kingson Hans Sarpei 90+3' Asamoah Gyan John Pantsil John Mensah Anthony Annan Prince Tagoe André Ayew Isaac Vorsah 73' Kwadwo Asamoah 90+1' Kevin-Prince Boateng |
| Zdravko Kuzmanović 62' Danko Lazović 69' Neven Subotić 76' | wissels      | 73' Stephen Appiah 90+1' Lee Addy 90+3' Quincy Owusu-Abeyie |
| Nikola Žigić 19' Zdravko Kuzmanović 83' | gele kaarten | 26' Isaac Vorsah 89' Prince Tagoe |
| Aleksandar Luković 54+74' | rode kaarten | |

## Overzicht van wedstrijden
| Groepswedstrijden | | | |
| Groep A | Groep B | Groep C | Groep D |
| Zuid-Afrika - Mexico Uruguay - Frankrijk Zuid-Afrika - Uruguay Frankrijk - Mexico Mexico - Uruguay Frankrijk - Zuid-Afrika | Zuid-Korea - Griekenland Argentinië - Nigeria Argentinië - Zuid-Korea Griekenland - Nigeria Griekenland - Argentinië Nigeria - Zuid-Korea | Engeland - Verenigde Staten Algerije - Slovenië Slovenië - Verenigde Staten Engeland - Algerije Slovenië - Engeland Verenigde Staten - Algerije | Duitsland - Australië Servië - Ghana Duitsland - Servië Ghana - Australië Australië - Servië Ghana - Duitsland    |
| Groep E | Groep F | Groep G | Groep H |
| Nederland - Denemarken Japan - Kameroen Nederland - Japan Kameroen - Denemarken Kameroen - Nederland Denemarken - Japan    | Italië - Paraguay Nieuw-Zeeland - Slowakije Slowakije - Paraguay Italië - Nieuw-Zeeland Paraguay - Nieuw-Zeeland Slowakije - Italië       | Ivoorkust - Portugal Brazilië - Noord-Korea Brazilië - Ivoorkust Portugal - Noord-Korea Noord-Korea - Ivoorkust Portugal - Brazilië             | Honduras - Chili Spanje - Zwitserland Chili - Zwitserland Spanje - Honduras Chili - Spanje Zwitserland - Honduras |
| Achtste finales | | | |
| Uruguay - Zuid-Korea Verenigde Staten - Ghana                                                                              | Duitsland - Engeland Argentinië - Mexico                                                                                                  | Nederland - Slowakije Brazilië - Chili | Paraguay - Japan Spanje - Portugal                                                                                |
| Kwartfinales | | | |
| Brazilië - Nederland | Uruguay - Ghana | Argentinië - Duitsland | Paraguay - Spanje                                                                                                 |
| Halve finales | | | |
| Nederland - Uruguay | Nederland - Uruguay | Duitsland - Spanje | Duitsland - Spanje                                                                                                |
| Troostfinale | | | |
| Uruguay - Duitsland | | | |
| Finale | | | |
| Spanje - Nederland | | | |